# 207657 Mangiantini
207657 Mangiantini este un asteroid din centura principală de asteroizi.

## Descriere
207657 Mangiantini este un asteroid din centura principală de asteroizi. A fost descoperit pe 1 august 2007 la San Marcello Pistoiese de Luciano Tesi și Giancarlo Fagioli. Asteroidul prezintă o orbită caracterizată de o semiaxă mare de 2,39 ua, o excentricitate de 0,22 și o înclinație de 2,1° în raport cu ecliptica.